# Elowah Falls

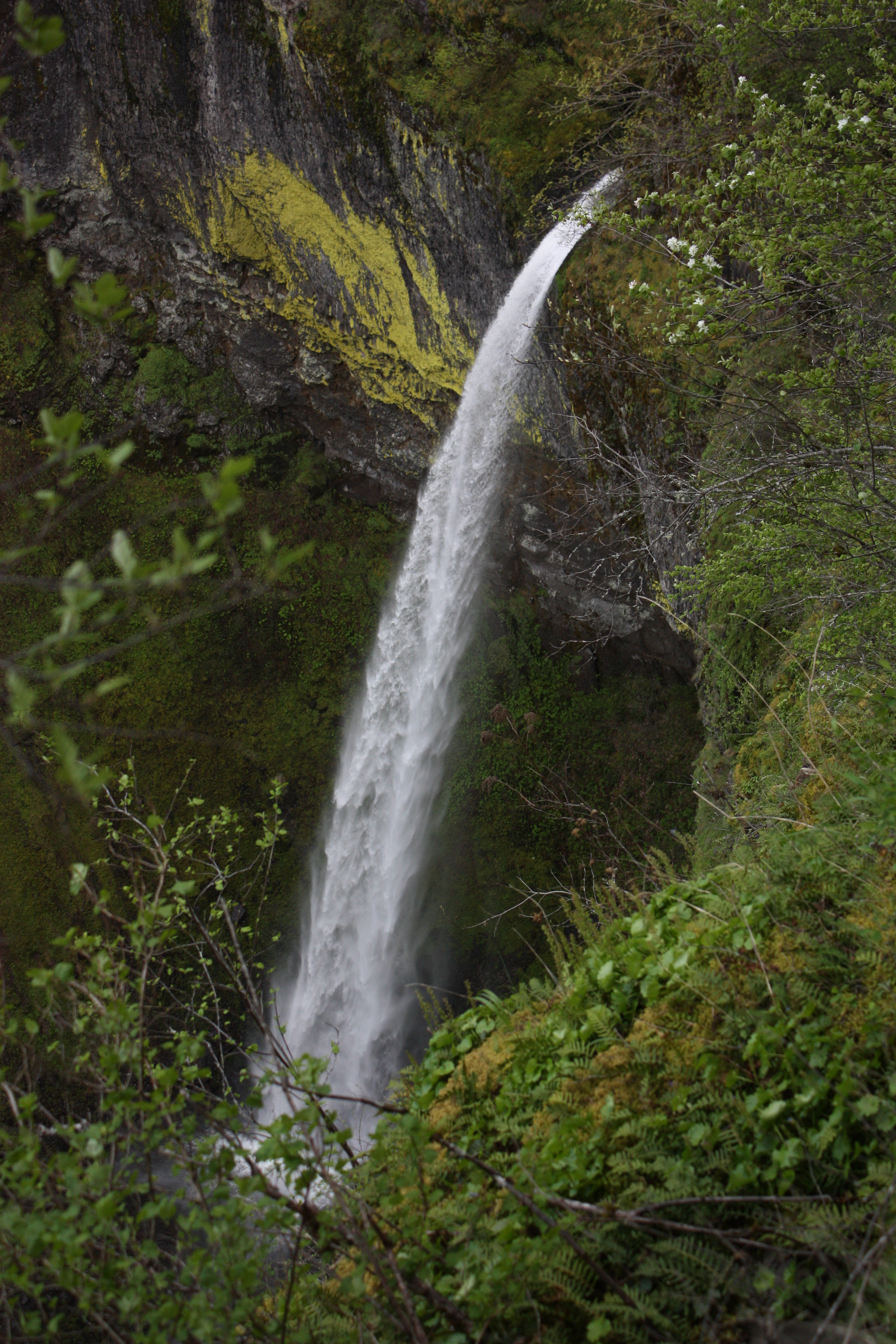
Elowah Falls

Der Elowah Falls ist ein Wasserfall des McCord Creeks im Multnomah County im US-Bundesstaat Oregon. Der Wasserfall befindet sich im John B. Yeon State Scenic Corridor am Interstate 84 in der Columbia River Gorge und stürzt über eine Basaltklippe 65 m in die Tiefe. Ursprünglich wurde der Fall auch McCord Creek Falls genannt, jedoch 1915 in Elowah Falls umbenannt. Manche Quellen geben als Höhe der Fälle 88 m (indem sie die Upper McCord Creek Falls mitberechnen) an.